# Max Schneck

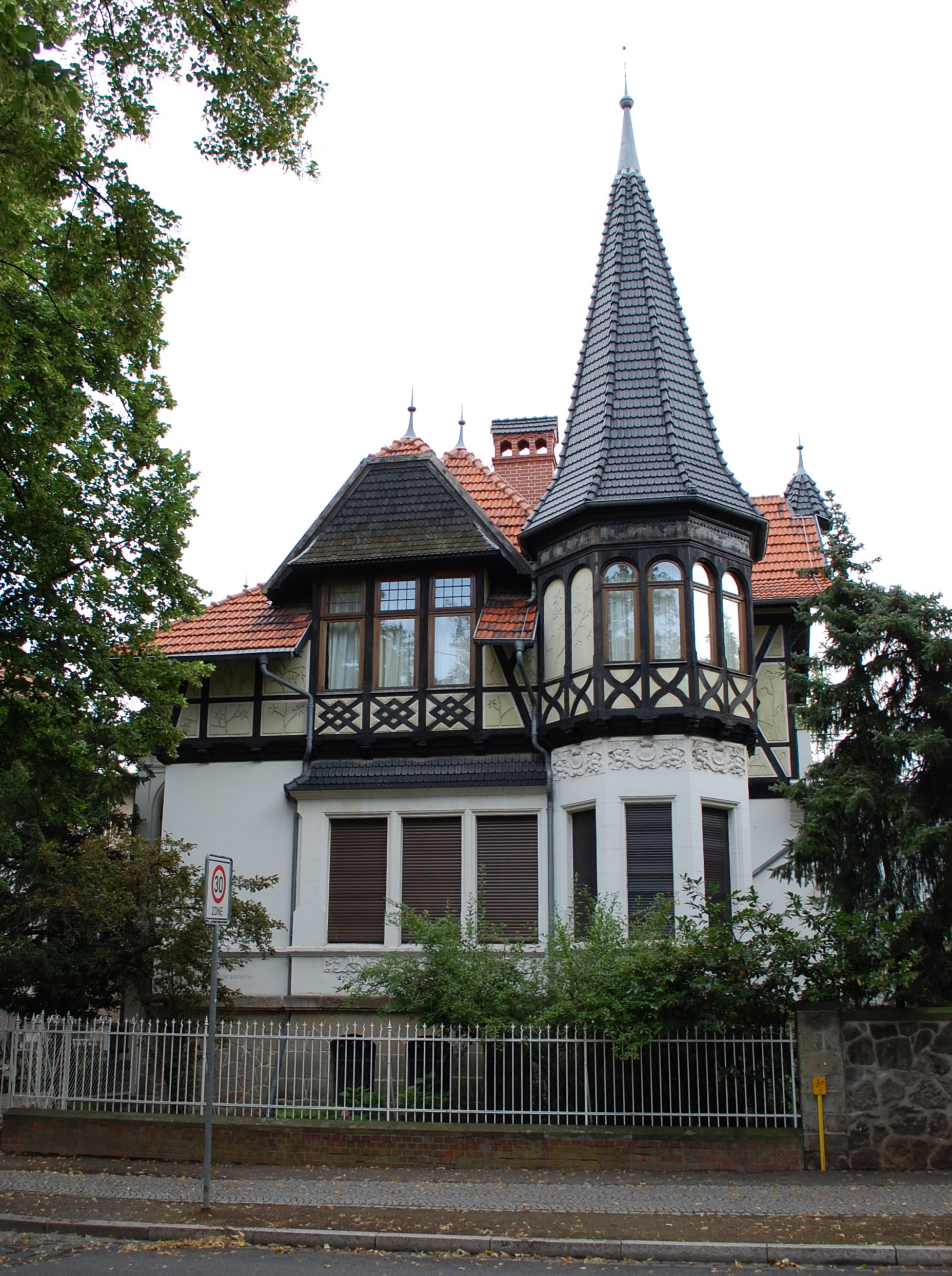
Am Schiffbleek 5

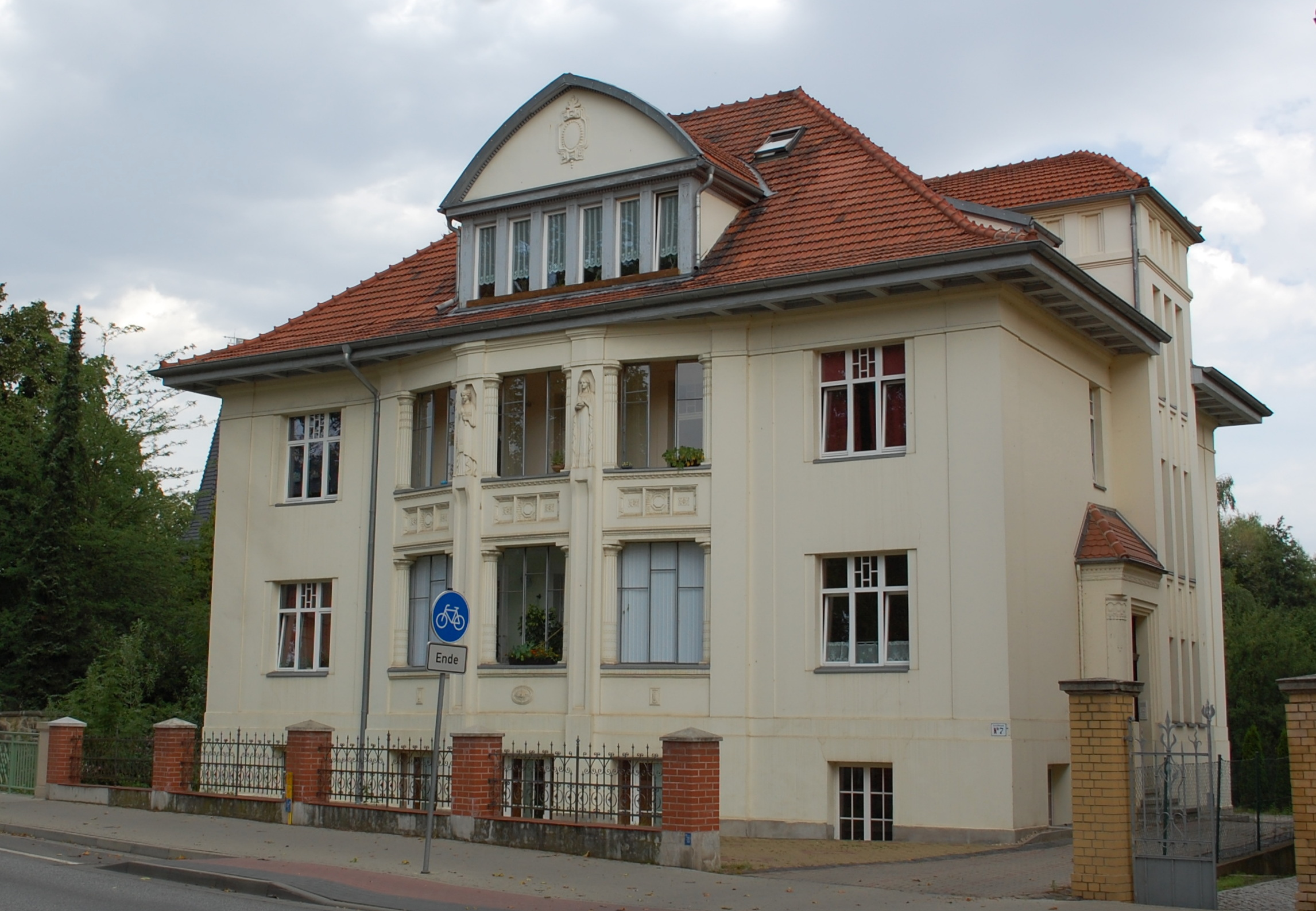
Haus Schnecks, Am Schiffbleek 7

Max Emil Albert Schneck (* 5. Juli 1861 in Magdeburg; † im 20. Jahrhundert) war ein deutscher Architekt.
Max Schneck wurde als Sohn des Schneidermeisters Wilhelm Schneck und dessen Ehefrau Louise, geborene Dähne, in Magdeburg, wo seine Eltern zu diesem Zeitpunkt in der Kleinen  Steinernetischstraße 16 wohnten, geboren. Er wirkte in Magdeburg, Berlin und Quedlinburg. Er errichtete insbesondere eine Vielzahl von Villen und repräsentativen Bauten. Ein erheblicher Teil der heute in Quedlinburg noch erhaltenen und unter Denkmalschutz stehenden Villen gehen auf Schneck zurück. Im Jahr 1909 baute er für sich selbst die Villa Am Schiffbleek 7 im Süden Quedlinburgs.

## Bauten
- vor 1889: Villa Albert-Schweitzer-Straße 1 in Quedlinburg (Zuschreibung unsicher)
- 1897: Villa Brühlstraße 4 in Quedlinburg
- 1898: Villa Am Schiffbleek 5 in Quedlinburg
- 1899: Wohn- und Geschäftshaus Bahnhofstraße 1 in Quedlinburg
- 1899: Villa Harzweg 36 in Quedlinburg
- 1899–1900: Werkstattgebäude der Glasmalereianstalt Ferdinand Müller in Quedlinburg
- um 1900: Gutshaus Wipertistraße 4–6 in Quedlinburg
- 1900: Anbau des Hauses Lange Gasse 11 in Quedlinburg  (im Stil einer Fabrikantenvilla)
- 1901: Villa Amelungstraße 1 in Quedlinburg
- 1901: Villa Brühlstraße 1 in Quedlinburg
- 1901–1902: Erziehungsanstalt Stresemannstraße 9–11 in Quedlinburg
- 1903: Anbau des Hauses Adelheidstraße 1 in Quedlinburg
- 1903: Wohnhaus Steinbrücke 11 in Quedlinburg
- 1904: Wohn- und Geschäftshaus Heiligegeiststraße 1 in Quedlinburg
- 1904: Wohn- und Geschäftshaus Heiligegeiststraße 2 in Quedlinburg
- 1904: Wohn- und Geschäftshaus Heiligegeiststraße 3 in Quedlinburg
- 1904: Wohn- und Geschäftshaus Heiligegeiststraße 4 in Quedlinburg
- 1905: Villa Adelheidstraße 12 in Quedlinburg
- 1906: Wohngebäude Harzweg 11 in Quedlinburg
- 1909: Villa Am Schiffbleek 7 in Quedlinburg